# Oplaadbare batterij
Een oplaadbare batterij of accu is een batterij die als hij leeg is herbruikbaar is door deze op te laden door aansluiting op een externe elektrische stroombron (een batterijlader of kortweg (op)lader). Hierdoor voltrekken de chemische processen in de batterij zich in omgekeerde richting vergeleken met het ontladen.  Kleine versies hebben vaak afmetingen die overeenkomen met die van de kleine standaardbatterijen, zodat ze die kunnen vervangen. Groter en krachtiger is een accu van een auto, en helemaal van een elektrische auto. Dit geldt ook voor een thuisbatterij.
De accutechnologie heeft sinds ongeveer 1990 een verregaande ontwikkeling doorgemaakt en mede daardoor zijn laptops en mobiele telefoons mogelijk geworden. Voor deze toepassingen worden accu's gebruikt met droge cellen die geheel zijn afgesloten. Warmte-ontwikkeling tijdens opladen en ontladen is een belangrijk thema bij veiligheidsonderzoek en de ontwikkeling van batterijen.

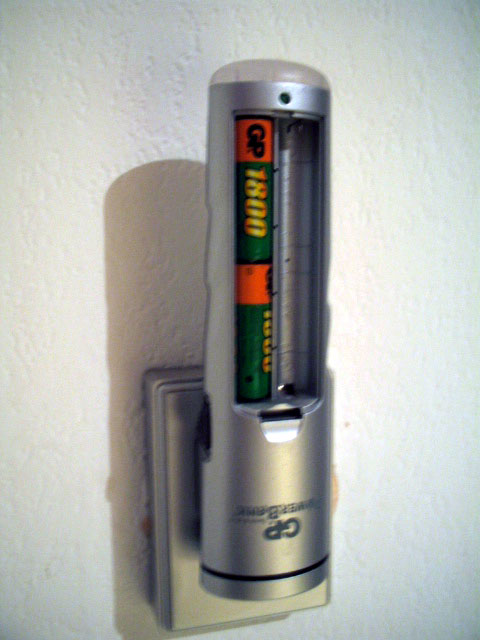
Batterijlader in een stopcontact

## Batterijvervanging
De eerste typen batterijvervangende accu's waren gebaseerd op nikkel-cadmium. Een nikkel-cadmiumcel heeft een aanmerkelijk lagere spanning (1,2 V) dan de traditionele batterij gebaseerd op zink (1,5 V). De spanning bij gebruik van de zinkcel is in de praktijk echter lager. Hierdoor voldeed de nikkel-cadmiumcel redelijk. Voor veeleisende toepassingen, waarvoor alkalinecellen worden aangeraden zoals in digitale camera's, waren ze slecht bruikbaar. De nieuwere nikkel-hydrideaccu's hebben een iets hogere spanning (boven 1,4 V) en kunnen overal met succes worden ingezet. Overigens worden nikkel-cadmiumaccu's steeds minder gebruikt vanwege de grote giftigheid. De nieuwere lithium-ionaccu's kunnen helemaal niet als vervanging voor een batterij worden gebruikt, evenmin als lood-accu's, doordat de spanning veel te hoog is.

## Soorten accu's
In volgorde van toenemende compactheid en prijs gaat het om:
| Type                              | Kathode (min)         | Anode (plus)          | Elektrolyt                                     | Nominale celspanning (V) | Opmerking                                                               | Toepassingsvoorbeeld                                       | Energie-dichtheid (Wh/kg) | Vermogens-dichtheid (W/kg) |
| --------------------------------- | --------------------- | --------------------- | ---------------------------------------------- | ------------------------ | ----------------------------------------------------------------------- | ---------------------------------------------------------- | ------------------------- | -------------------------- |
| Loodaccu (Pb)                     | lood(IV)oxide (PbO2)  | lood (Pb)             | zwavelzuur                                     | 2,0                      | hoog belastbaar                                                         | auto                                                       | 30                        | 75                         |
| Nikkel-cadmium- accu (NiCd)       | nikkelhydroxide       | cadmium               | pasta van kaliumhydroxide (KOH)                | 1,2                      | hoog belastbaar, snel oplaadbaar                                        | snoerloos gereedschap                                      | 50                        | 200                        |
| Nikkel-metaal- hydrideaccu (NiMH) | metaallegering        | nikkel/ metaalhydride | pasta van kaliumhydroxide                      | 1,2                      | hogere energiedichtheid, cadmiumvrij, tamelijk hoge zelfontlading       | snoerloos gereedschap, laptop, mobiele telefoon            | 60                        | 175                        |
| Nikkel-waterstof- accu (NiH2)     | nikkelhydroxide       | platinazwart          | kaliumhydroxide                                | 1,2                      | hoog belastbaar, hogere energiedichtheid, cadmiumvrij, lange levensduur | satelliet, ruimtesonde                                     | 75                        | ?                          |
| Lithium-ion- accu (Li-ion)        | lithiumverbindingen   | grafietmassa          | lithiumzout in oplossing                       | 3,2-3,7                  | hoge energiedichtheid, lage zelfontlading, korte levensduur             | laptop, modelvliegtuig, mobiele telefoon, elektrische auto | 140                       | 180                        |
| Lithium-ijzer- fosfaat-accu (LFP) | lithium-ijzer-fosfaat | grafietmassa          | kaliumhydroxide                                | 3,3                      | langere levensduur en veiliger dan Li-ion                               | auto, thuisbatterij                                        | > 90                      | max. 900                   |
| Lithium-ion- polymeeraccu (Lipo)  | lithiumverbindingen   | grafietmassa          | kaliumhydroxide                                | 3,7                      | hoge energiedichtheid, lage zelfontlading, korte levensduur, snel laden | laptop, modelvliegtuig, mobiele telefoon                   | 130                       | 300                        |
| Natrium-zwavelaccu (NaS)          | natrium               | zwavel                | aluminium- en natriumoxide                     | 2,0                      | onbeperkt herlaadbaar, moet op hoge temperatuur worden gehouden         | experimenteel                                              | 117 (400 Wh/dm³)          | (53 W/dm³)                 |
| Lithium-zwavel-accu (Li-S)        | lithium               | zwavel                | triflylgroep (CF3SO3Li) in sulfolaan (C4H8SO2) | 2,2                      | relatief licht: 1 kg/dm³)                                               | elektrisch vliegtuig                                       | 350                       | 350                        |
| Zilver-zinkbatterij               | zink                  | zilver                | kaliumhydroxide                                | 1,55                     | hoge energiedichtheid, korte levensduur, duur                           | kortlevende satelliet                                      | (120 Ah/dm³)              |                            |

Sommige apparaten (bijvoorbeeld telefoons) worden geleverd met een accublok volgens specificaties van de fabrikant. Vervanging is vaak duur. Zo'n accublok bevat echter vaak NiCd- of NiMH-accu's van het standaardformaat.

### Loodaccu

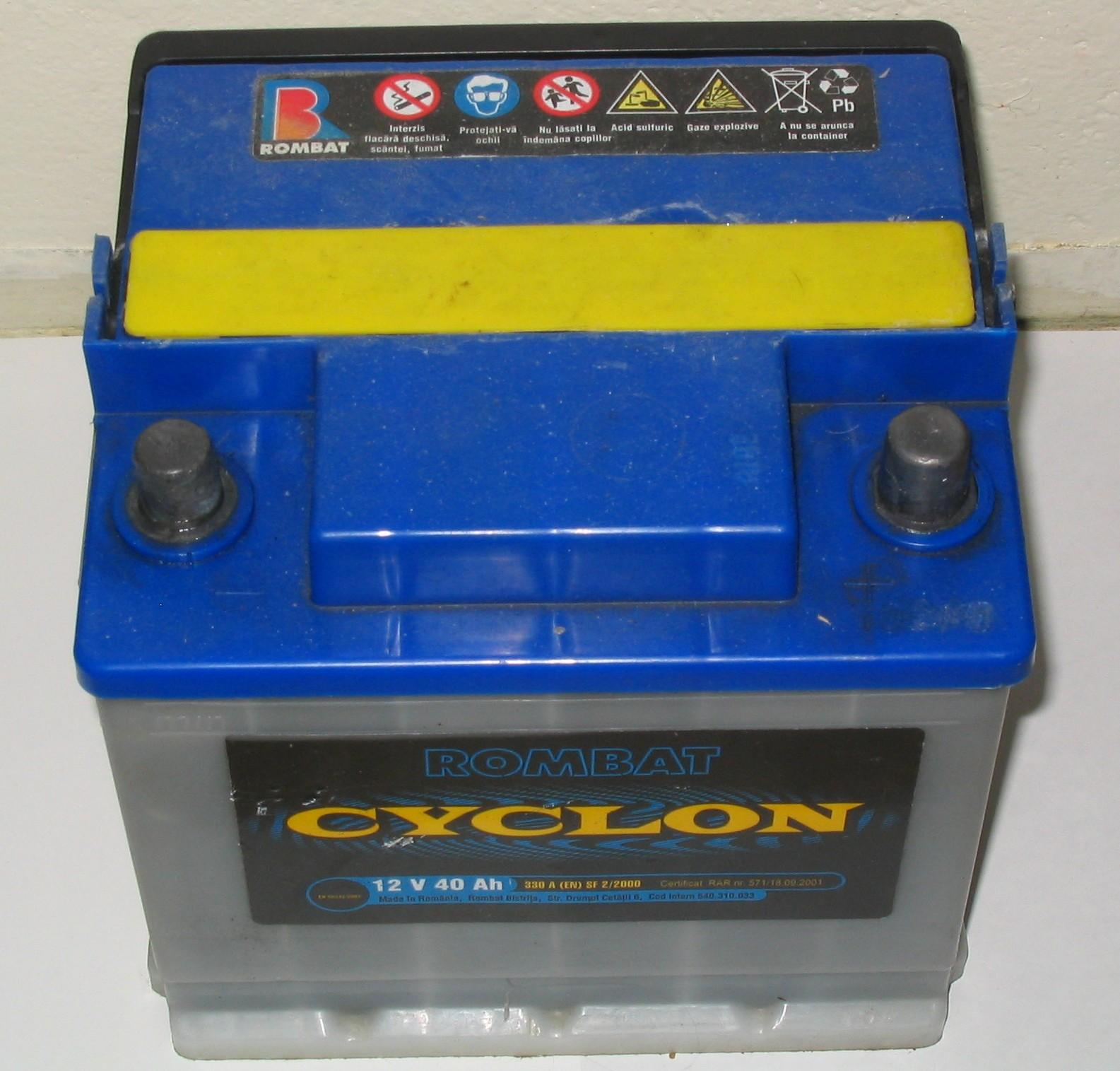
Loodaccu uit een auto

Het oudste type accu dat nog steeds gebruikt wordt, is de loodaccu, ook wel lood-zwavelzuurbatterij of lood-zuurbatterij genoemd. Doordat de spanning niet overeenkomt met die van standaardbatterijen kan deze niet gebruikt worden als vervanger van een eenmalige batterij. De loodaccu is van het natte-celtype en bevat vloeistoffen in niet-afgesloten containers, zodat de accu te allen tijde rechtop dient te staan. De ruimte waarin de accu zich bevindt, moet goed geventileerd worden, vanwege de explosieve combinatie van zuurstof en waterstof die vrijkomt als de accu wordt overladen. De loodaccu is relatief zwaar in verhouding tot de hoeveelheid energie die hij kan leveren. De energiedichtheid van dit soort accu is het laagst van alle accu's: 30 Wh/kg. Ook de vermogensdichtheid is het laagst: 75 W/kg. De energiedichtheid geeft aan hoeveel energie er per kilogram accu opgeslagen kan worden, en de vermogensdichtheid staat voor het vermogen dat de accu per kilogram kan leveren. Bij de loodaccu zijn beide niet groot.
Desondanks wordt dit type accu veel gebruikt, vooral vanwege de lage productiekosten en de grote elektrische stroom die hij kan leveren. Een duurder type lood-zuurbatterij, de gelbatterij, bevat een elektrolyt die is geïmmobiliseerd in de vorm van gel.

### Nikkel-cadmium (NiCd, ook wel nicad)

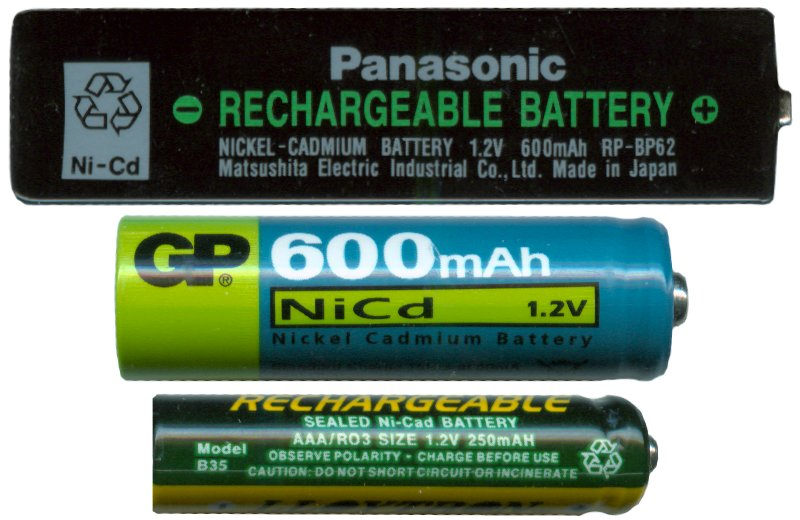
Enkele NiCd-batterijen

De NiCd-accu is een droge accu, d.w.z. dat er geen vloeistoffen in de accu aanwezig zijn. Een groot nadeel van NiCd-batterijen is het gebruik van het giftige cadmium.
De NiCd-batterijen kunnen - afhankelijk van de schakeling - last hebben van het zogenoemde geheugeneffect.
De twee grootste voordelen van cadmiumaccu's zijn de langere levensduur dan andere accu's en de hoogst af te geven stroom. Cadmiumaccu's zijn goed te gebruiken in bijvoorbeeld elektrisch gereedschap met een zwaar belaste elektromotor. De energiedichtheid van NiCd-accu's is 50 Wh/kg. De vermogensdichtheid van deze soort accu's is zeer groot: 200 W/kg. Vanaf 2006 werden steeds minder NiCd-batterijen gebruikt, maar in plaats daarvan NiMH-accu's.

### Nikkel-metaalhydride (NiMH)

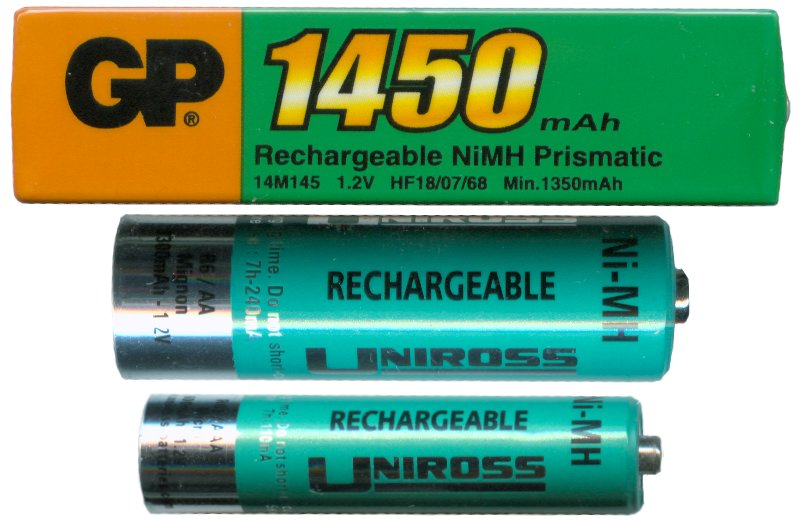
Enkele NiMH-batterijen

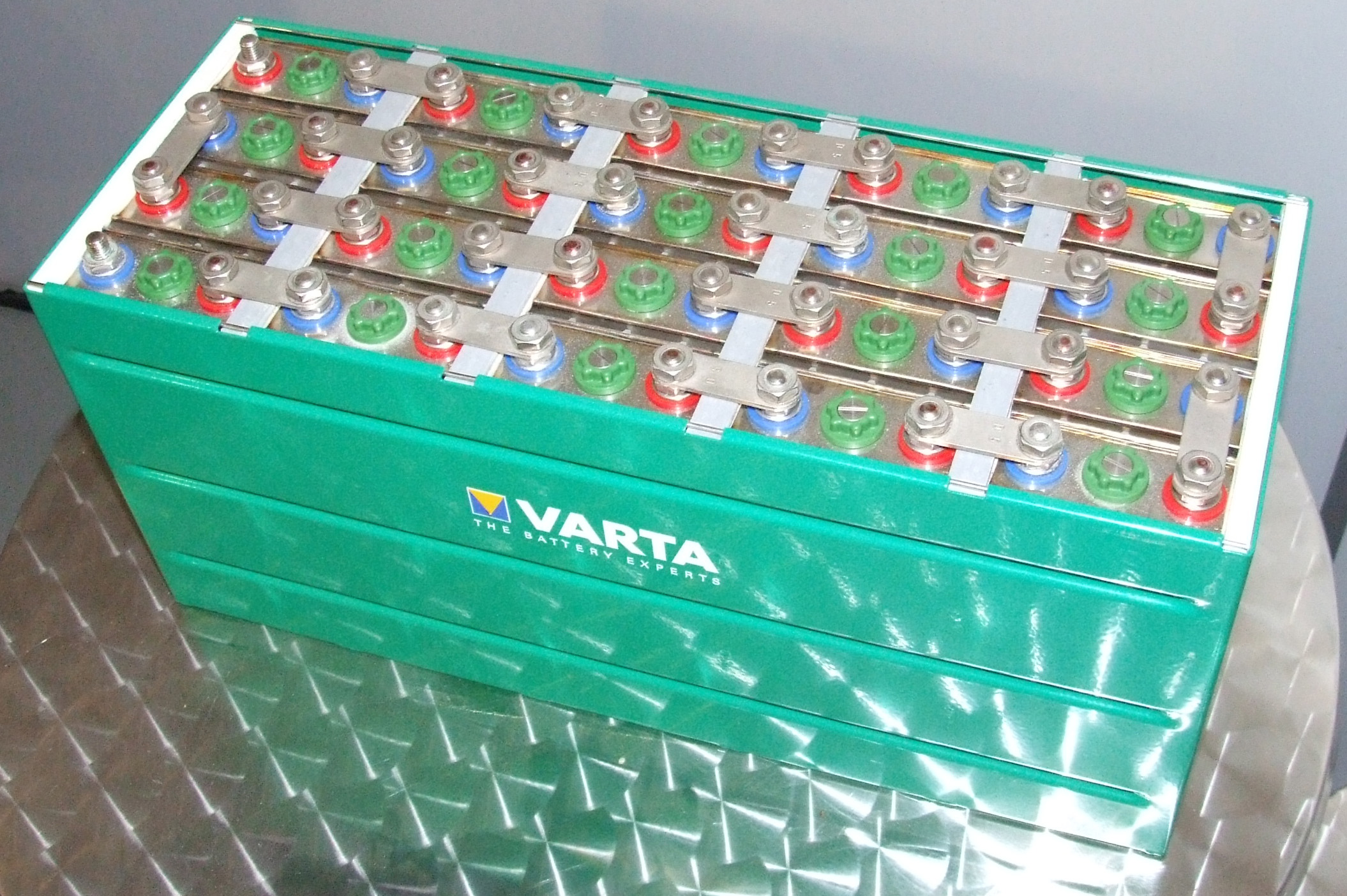
NiMH-accu

De NiMH-batterijen kunnen minder goed tegen te lage en te hoge temperaturen. Bij lage temperaturen verliest de batterij zijn lading en bij hoge temperaturen raakt de batterij beschadigd. Bij welke temperatuur dat gebeurt hangt sterk af van het merk en de kwaliteit. Een NiMH-batterij kan beter niet volledig ontladen worden. Bij elektronische apparatuur is dat geen probleem, doordat deze apparatuur zichzelf tijdig uitschakelt, maar bij een zaklantaarn met een gloeilampje kan de batterij volledig ontladen worden. Bij normaal gebruik gaat de NiMH-batterij korter mee dan een NiCd-batterij. De energiedichtheid van Ni-MH accu's ligt tussen die van NiCd-accu's en Li-ionaccu's in: 60 Wh/kg. De vermogensdichtheid is het laagst van de drie typen: 175 W/kg.
De eerste NiMH-batterijen konden weinig stroom leveren en hadden een lage capaciteit. In de jaren 2000 tot 2006 verbeterde de capaciteit en de te leveren stroom sterk voor batterijen van dezelfde grootte. Er kwamen accucellen beschikbaar met een capaciteit van 15 Ah.
Doordat de gewone NiMH- en de NiCd-batterijen een vrij grote zelfontlading hebben, zijn deze niet geschikt voor apparaten die maar weinig stroom gebruiken (zoals afstandsbedieningen en klokken). Vanaf 2008 zijn er echter verschillende soorten van deze NiMH-batterijen met een veel lagere zelfontlading te koop, vaak aangeduid met de generieke Engelse term "low self discharge" of de afkorting "LSD", die wel voor dit type toepassing geschikt zijn. Voorbeelden van LSD-NiMH batterijen zijn de Recyko+ serie van fabrikant GP, de Eneloop-serie van fabrikant Sanyo, de Imedion-serie van Maha. Overigens kunnen de LSD-varianten gewoon in een standaard NiMH-lader opgeladen worden. Na een jaar zonder gebruik heeft een opgeladen LSD-NiMH-accu nog ongeveer 85 procent van de originele capaciteit beschikbaar, terwijl een normale NiMH tegen die tijd door zelfontlading helemaal leeg is.

### Lithium-ion (Li-ion)

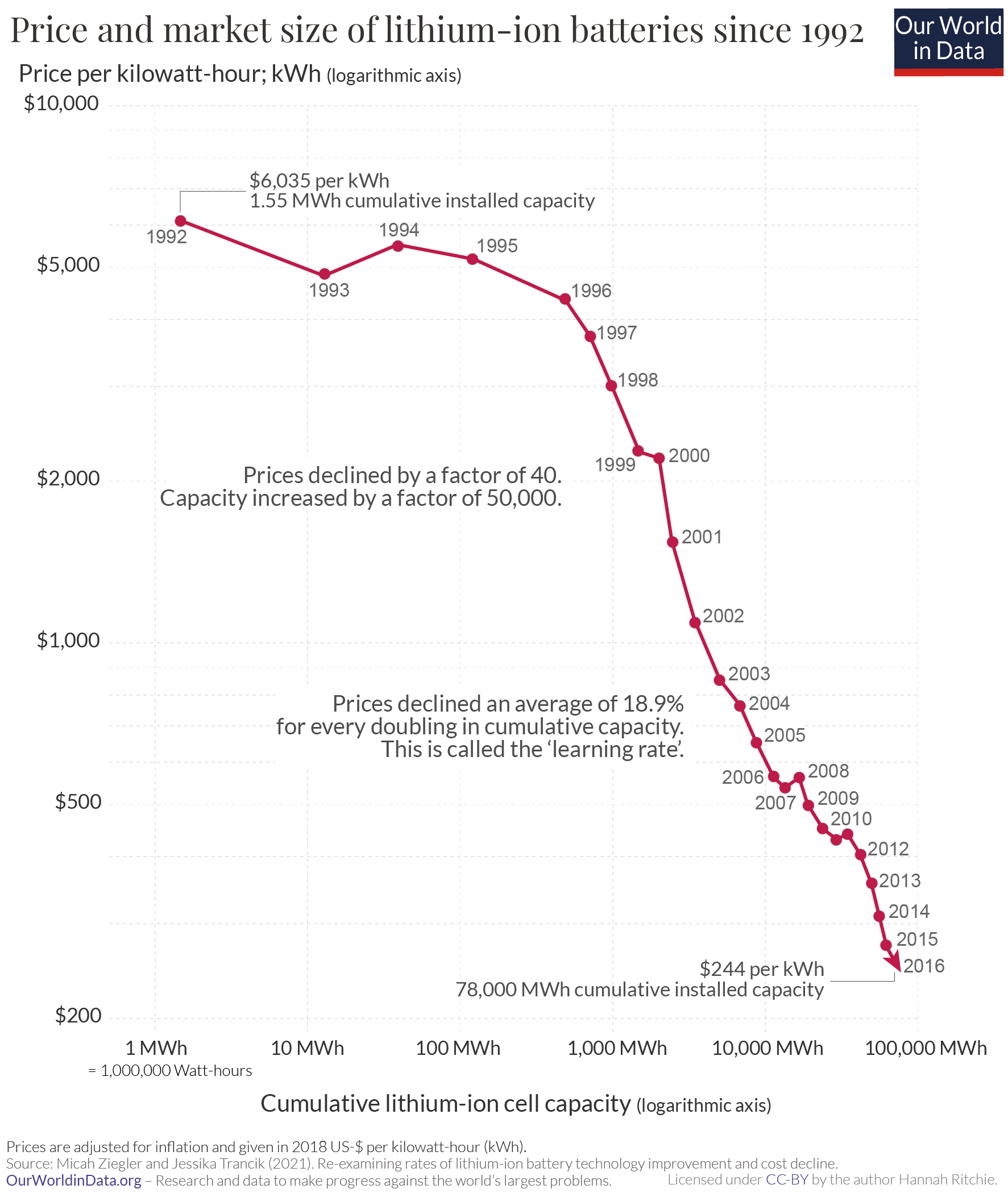
Leercurve van lithium-ion batterijen: de prijs van batterijen daalde met 97% in drie decennia.

De Li-ionaccu kan meer lading bevatten dan de NiCd- en de NiMH-batterij. Per kilogram accu kan de grootste hoeveelheid energie opgeslagen worden (140 Wh/kg). In het laboratorium kan bij een testopstelling de Li-ionaccu ook veel vaker opgeladen worden. Een duurdere constructie met een polymeer heeft nog betere eigenschappen. Met name de vermogensdichtheid ligt een stuk hoger: 300 W/kg. Dat betekent dat er veel energie in korte tijd geleverd kan worden.
In de praktijk blijkt de Li-ion echter kwetsbaar. Bij veel apparaten zit een Li-ionaccu vast ingebouwd. Indien de batterij stuk gaat, is het niet altijd rendabel om nog een nieuwe accu te kopen.
Vanwege de chemische samenstelling is het mogelijk dat Li-ionaccu's bij een defect tot zelfontbranding komen. Daarbij komt zuurstof vrij waardoor er flinke steekvlammen kunnen ontstaan (zie ook thermische analyse) Maar wanneer de originele lader voor de Li-ionaccu gebruikt wordt en de accu wordt gebruikt waar hij voor bedoeld is, is de kans op schade zeer klein.
Een ander (minder bekend) nadeel is dat de Li-ionaccu zijn capaciteit al begint te verliezen, onmiddellijk nadat hij gefabriceerd is. Bij 25 graden Celsius is dit ongeveer 20 % per jaar en dit loopt op bij hogere temperaturen. Door dit chemisch verval gaat bijvoorbeeld een laptopaccu slechts 3 tot 5 jaar mee.

### Lithium-ijzerfosfaat (LFP)
Voor LFP moet een ijzerfosfaatbron worden toegevoegd. Afhankelijk van de vereiste eigenschappen worden enkele additieven toegevoegd, vanwege de lage elektrische geleidbaarheid moet koolstofbron worden opgenomen, bijvoorbeeld sucrose. LFP heeft een hoge structurele en thermische stabiliteit vanwege de olivijnstructuur, waardoor het intrinsiek veilig is. Er zijn echter enkele nadelen. LFP heeft een lage energiedichtheid die wordt beperkt door een lage spanning en een slecht vermogen dat wordt beperkt door de 1D-ionische en slechte intrinsieke elektronische geleidbaarheid. Lithium-ijzerfosfaatbatterijen kunnen worden geproduceerd via een droog of een nat proces. Grondstoffen zijn overvloedig aanwezig en relatief milieuvriendelijk.

### Natrium-zwavel (NaS)
Deze heeft een vast elektrolyt en vloeibare elektroden. De elektroden zijn van natrium (min) en zwavel (plus). De elektrolyt is van aluminium- en natriumoxide, Deze accu kan onbeperkt worden geladen en ontladen zonder dat de levensduur vermindert.
Een groot nadeel is dat de accu altijd op een temperatuur van minimaal 300 graden moet worden gehouden, ook als hij niet wordt gebruikt. Deze warmte wordt opgewekt door in de accu geïntegreerde weerstandsdraden die de nodige energie uit de accu zelf halen. De accu heeft hierdoor een hoge zelfontlading.